# Fosdinovo
Fosdinovo település Olaszországban, Massa-Carrara megyében. Lakosainak száma 4574 fő (2023. január 1.). Fosdinovo Carrara, Fivizzano, Ortonovo, Castelnuovo Magra, Sarzana és Aulla községekkel határos.

## Népesség
A település népességének változása:
| Lakosok száma | 4831 | 4792 | 4574 |
|               | 2017 | 2018 | 2023 |

## Híres személyek
- itt született Toto Cutugno (1943–2023) olasz énekes, dalszerző